# Adriatic Challenger
L'Adriatic Challenger è stato un torneo professionistico di tennis maschile giocato sulla terra rossa, che faceva parte dell'ATP Challenger Tour. Si è giocata la sola edizione del 2016 al Circolo Tennis Fano di Fano, in Italia, dall'8 al 14 agosto, con un montepremi di 50.000 $ comprensiva dell'ospitalità.

## Albo d'oro

### Singolare
| Anno | Campione   | Finalista      | Punteggio         |
| ---- | ---------- | -------------- | ----------------- |
| 2016 | João Souza | Nicolás Kicker | 6–4, 6(12)–7, 6–2 |

### Doppio
| Anno | Campione                         | Finalista                   | Punteggio |
| ---- | -------------------------------- | --------------------------- | --------- |
| 2016 | Riccardo Ghedin Alessandro Motti | Lucas Miedler Mark Vervoort | 6–4, 6–4  |